# Thorsten Bauer
Thorsten Bauer (* 28. September 1977 in Kassel, Deutschland) ist ein ehemaliger deutscher Fußballspieler, der hauptsächlich für den KSV Hessen Kassel aktiv war.

## Werdegang
Bauer spielte ab 1982 in der F-Jugend für den KSV Hessen Kassel bzw. dessen Vorgänger, den FC Hessen Kassel, und blieb dort bis zur A-Jugend. 1996 verließ er seinen Jugendverein und spielte für den Landesligisten SpVgg Olympia Kassel. Nach nur einer Saison stieg der Verein in die Bezirksoberliga ab, in der Bauer zwei weitere Jahre für Olympia Kassel spielte. 1999 wechselte zum KSV Baunatal in die Oberliga, bei dem er in der zweiten Saison 25 Tore erzielte und die Vizemeisterschaft erreichte. So wurde der Süd-Regionalligist SSV Jahn Regensburg auf ihn aufmerksam und es zog Thorsten Bauer 2001 nach Regensburg. Dort konnte er allerdings nicht überzeugen. Er absolvierte nur zwölf Spiele, blieb ohne Torerfolg und sein Vertrag wurde nicht verlängert.
So kehrte Thorsten Bauer 2002 nach sechs Jahren wieder zum KSV Hessen Kassel zurück. Dort kam er sofort in die Stammformation und konnte in seiner ersten Saison 13 Tore erzielen, im fünften Pflichtspiel erzielte er am 24. August 2002 gegen Viktoria Aschaffenburg sein erstes Tor. In der Saison 2003/04 wurde er mit 28 Toren Torschützenkönig der Oberliga Hessen und verpasste den Aufstieg in die Regionalliga nur knapp. 2004/05 erlebte er eine weniger erfolgreiche Saison, in der er nur neun Tore erzielen konnte. In der Saison 2005/06 wurde Thorsten Bauer mit seinem Verein Meister der Oberliga Hessen. Am letzten Spieltag traf er beim FSV Frankfurt zum entscheidenden 0:1 und sicherte sich somit den Aufstieg in die Regionalliga Süd. Zudem wurde er in dieser Saison erneut Torschützenkönig. Thorsten Bauer trug mit 16 Treffern wesentlich zum Klassenerhalt des KSV Hessen Kassel in der anschließenden Regionalliga-Saison 2006/07 bei. In der Regionalliga-Saison 2007/08 verpasste er allerdings mit seinem Verein die angestrebte Qualifikation zur neugegründeten 3. Liga. Dennoch war er als Torjäger so erfolgreich, dass er mit 19 Toren Torschützenkönig der Regionalliga Süd wurde. Am 23. Mai 2008 absolvierte er beim Auswärtsspiel in Oggersheim sein 200. Ligaspiel für den KSV Hessen Kassel.
Am 25. Oktober 2008 überbot er mit seinem 121. Tor im 211. Spiel für den KSV, gegen die Reserve der SpVgg Unterhaching, den von Toni Hellwig gehaltenen Torrekord aus den 1950er Jahren. 
Trotz Interesse einiger Zweitligavereine wie zum Beispiel von der SpVgg Greuther Fürth oder vom 1. FC Kaiserslautern blieb Bauer seinem Heimatverein treu. Anfang des Jahres 2009 wurde sein Vertrag bis zum 30. Juni 2012 verlängert. Zum Ende der Saison 2008/09 wurde er erneut Torschützenkönig der Regionalliga Süd.
Im Frühjahr 2011 wurde Bauer von seinem Trainer Mirko Dickhaut suspendiert. Dickhaut begründete das mit rein sportlichen Gründen, von Seiten der Presse wurde jedoch vermutet, dass die Suspendierung auch mit Kritik zusammenhing, die Bauer geäußert hatte. Auch unter dem neuen Trainer Christian Hock spielte Bauer keine große Rolle, zum einen wegen seines Alters und seiner daraus resultierenden Langsamkeit, zum anderen auch, weil er nicht in das von Hock präferierte Spielsystem passte. Im Sommer 2011 wurde der Vertrag aufgelöst, und Thorsten Bauer beendete seine Karriere.
Seit 2015 ist Thorsten Bauer Scout beim KSV Hessen Kassel.
Er trug beim KSV Hessen Kassel die Rückennummer 10.

## Beliebtheit
Thorsten Bauer hatte als Leistungs- und Sympathieträger des KSV Hessen Kassel eine hohe Beliebtheit bei den Fans. Dies ist zum einen auf seine außerordentliche Vereinstreue, nicht zuletzt aber auch auf seine konstant hochklassigen Leistungen zurückzuführen – er erzielte in 297 Spielen für Kassel 161 Tore, womit er Rekordtorschütze des Vereins ist. Zudem wurde er insgesamt viermal Torschützenkönig, je zweimal in Ober- und Regionalliga. Mehrmals wurde er auch zu „Nordhessens Sportler des Jahres“ gewählt.

## Privates
Bauer wuchs in Kassel auf. Von 1988 bis 1997 besuchte er die Albert-Schweitzer-Schule (Kassel) und absolvierte dort sein Abitur. Er ist verheiratet und Vater von zwei Töchtern, er lebt in Lohfelden, nahe Kassel. Seit 2016 ist Thorsten Bauer Regionalgeschäftsführer in der Kasseler Niederlassung der Barmer GEK (Stand 2023). Als Lieblingsvereine nennt er den 1. FC Nürnberg und den FC Liverpool.

## Erfolge und Auszeichnungen
- Torschützenkönig der Regionalliga Süd: 2008, 2009
- Torschützenkönig der Oberliga Hessen: 2004, 2006
- Aufstieg in die Regionalliga Süd: 2006
- Nordhessens Sportler des Jahres: 2006, 2008
- Rekordtorschütze des KSV Hessen Kassel: Seit 2008